# Jig'al Hurvic
Jig'al Hurvic (hebrejsky: יִגָּאֵל הורביץ,‎ 15. října 1918 – 10. ledna 1994) byl izraelský politik, který v 70. a 80. letech zastával různé ministerské posty v izraelské vládě. Patřily mezi ně například ministr financí, průmyslu a obchodu či ministr bez portfeje.

## Biografie
Hurvic se narodil v Nachlat Jehuda (dnes součástí města Rišon le-Cijon v roce 1918. V letech 1938 až 1941 byl členem sekretariátu ha-No'ar ha-oved ve-ha-lomed a během druhé světové války sloužil v Židovské brigádě. V roce 1961 vstoupil do strany Mapaj a stal se členem ústředního výboru strany. V letech 1961 až 1965 byl rovněž členem sekretariátu hnutí Mošavim.
V roce 1965 se připojil k nové straně Davida Ben Guriona s názvem Rafi a posléze následoval Ben Guriona i do strany Rešima mamlachtit v roce 1969. Ve volbách v témže roce byl za stranu zvolen poslancem Knesetu. Po jejím sloučením do nové aliance Likud v roce 1973 byl Hurvic znovuzvolen za Likud do Knesetu. Do Knesetu byl zvolen i ve volbách v roce 1977 a stal se ministrem průmyslu a turismu a tuto funkci zastával do října 1978. V listopadu 1979 byl jmenován ministrem financí, avšak 13. ledna 1981 vládu opustil. Dne 26. ledna téhož roku společně s dvěma spolustraníky vystoupil z Likudu a založil stranu Rafi-Rešima mamlachtit. Ještě 19. května téhož roku ale stranu opustil a přidal se k nové straně Moše Dajana s názvem Telem.
V následujících volbách v roce 1981 přišel o křeslo poslance Knesetu, jelikož byl na kandidátní listině strany Telem na třetím místě a strana získala pouze dva mandáty. Po Dajanově smrti v říjnu 1981 jej však Hurvic nahradil. V červnu 1983 stranu opustil a opět vstoupil do strany Rafi-Rešimat Mamlachtit. Krátce před volbami v roce 1984 stranu přejmenoval na Omec (doslova „odvaha“).
Přestože strana získala pouze jediný mandát (ten získal Hurvic), vstoupila do vlády národní jednoty a Hurvic byl jmenován ministrem bez portfeje a tuto funkci zastával až do roku 1988. V roce 1987 se vrátil do Likudu. Za stranu úspěšně kandidoval ve volbách v roce 1988, ale o křeslo poslance nakonec přišel v roce 1992, když Likud prohrál volby na úkor Strany práce.